# 季莫菲·米哈伊洛维奇·博尔谢夫
季莫菲·米哈伊洛维奇·博尔谢夫（俄語：Тимофей Михайлович Борщев，1901年10月—1956年5月16日），犹太人，主持阿塞拜疆大清洗的领导人之一，土库曼斯坦共和国内务部长，斯大林去世后被提拔到阿塞拜疆党中央行政机关工作，1953年贝利亚被捕后，被免职逮捕，于1956年被处决。